# Токарєва Лариса Дмитрівна
Лари́са Дми́трівна То́карєва  (7 вересня 1947, Красноярськ — 10 листопада 2023) — радянський і український художник кіно.

## Життєпис
Народилась 1947 р. в Красноярську в родині службовця.
Закінчила Красноярське художнє училище ім. В.Сурикова (1967), художній факультет Всесоюзного державного інституту кінематографії (1974).
З 1974 р. — художник-постановник Одеської кіностудії художніх фільмів. Оформила понад двадцять кінокартин.
Член Національної спілки кінематографістів України.
Померла на 77-му році життя 10 листопада 2023 року.

## Фільмографія
Художник-постановник:
- «Хлопчаки їхали на фронт» (1975, у співавт. з Євгенією Ліодт)
- «Туфлі з золотими пряжками» (1976, т/ф, 2 с)
- «Свідоцтво про бідність» (1977)
- «Д'Артаньян та три мушкетери» (1978, т/ф, 3 а)
- «Петля Оріона» (1980, у співавт. з Олександром Токарєвим)
- «Куди він дінеться!» (1981)
- «Весільний подарунок» (1982)
- «На мить озирнутися...» (1984)
- «Матрос Железняк» (1985, т/ф, 2 а)
- «Точка повернення» (1987)
- «В Криму не завжди літо» (1987)
- «Гу-га» (1989)
- «Каталажка» (1990)
- «Невстановлена особа» (1990)
- «Мушкетери двадцять років по тому» (1992)
- «Дафніс і Хлоя» (1993)
- «Зроби мені боляче» (1993)
- «Таємниця королеви Анни, або Мушкетери тридцять років по тому» (1993)
- «Одружити Казанову» (2009) та ін.